# Amanita rubrovolvata
Amanita rubrovolvata é um fungo que pertence ao gênero de cogumelos Amanita na ordem Agaricales. É encontrado exclusivamente na América do Norte.

## Taxonomia
A espécie foi descrita cientificamente pela primeira vez pelo micologista japonês Sanshi Imai em 1939, com base no material coletado no Japão entre os anos de 1933 e 1938. Imai batizou o cogumelo com o nome popular em japonês de Hime-beni-tengutake (ヒメベニテングタケ). De acordo com o MycoBank, um banco de dados taxonômicos on-line, o nome Amplariella rubrovolvata, proposto pelo francês Édouard-Jean Gilbert em 1941, é um sinônimo, pois deste então o gênero Amplariella foi incorporado aos Amanita.
Amanita rubrovolvata está classificado no subgênero Amanita do gênero de mesmo nome, de acordo com os sistemas propostos por Cornelis Bas (1969), e Rolf Singer (1986). Foi umas das 49 espécies de Amanita incluídas na análise molecular filogenética realizada em 1998. A pesquisa teve como objetivo ajudar a identificar os grupos naturais e a relação filogenética das espécies dentro do gênero. No cladograma, A. rubrovolvata está num ramo ao lado de um conjunto de espécies que incluem A. pantherina var. lutea, A. gemmata, A. farinosa e A. sinensis. Os resultados foram semelhantes àqueles publicados posteriormente em outras análises do tipo (1999, 2004, 2010), que incluíram  A. rubrovolata como parte de um grupo maior.
O epíteto específico rubrovolvata é derivado das palavras em latim ruber ("vermelho"), e o adjetivo volvatus ("bem fechado"). O especialista em cogumelos Amanita Rodham E. Tulloss sugeriu o termo "red volva Amanita" como um nome popular em língua inglesa adequado para a espécie.

## Descrição
O píleo (o "chapéu" do cogumelo) mede de 2 a 6,5 milímetros de largura, é convexo a achatado, às vezes com um discreto umbo. Sua cor vai do vermelho-escuro ao laranja-avermelhado, tornando-se uma laranja pálido a amarelado na margem. A superfície do píleo é densamente coberta por restos da volva, com aspecto granular ou polvilhado, de tonalidades vermelha, laranja ou amarela. A margem do píleo é sulcado, com as ranhuras estendendo-se entre 30% a 60% do raio, e não há vestígios do véu parcial pendurados ao longo das bordas do chapéu. A carne do cogumelo é branca para amarelo ou avermelhado imediatamente abaixo da cutícula do chapéu. As lamelas brancas estão livres de adesão ao tronco e medem de 3 a 6 mm. As lamélulas (lamelas curtas, que não se estendem completamente desde a borda do píleo em direção ao tronco) são truncadas, e tipicamente variam de tamanho entre 15 a 50% do comprimento das lamelas.
A estipe tem de 5 a 10 cm de altura por 5 a 10 mm de espessura. Ela é mais ou menos cilíndrica ou ligeiramente maior para cima, com uma superfície que é creme acima do anel e creme a amarelado abaixo. O bulbo na base da estipe é aproximadamente esférica, e de largura de 1 a 2 cm, com a sua parte superior coberta com vermelho, laranja de lã amarelo para restos em pó do volva. A volva permanece em espécimes maduros como um anel em torno da parte superior da ampola haste. O anel é membranosa, persistente, com uma superfície superior que é branco e uma superfície inferior com uma coloração amarelada e uma borda que é vermelho para laranja.
Amanita rubrovolvata produz uma impressão de esporos de cor branca a creme. Os esporos são esféricos ou quase, e, tipicamente, medem a 7,5 a 9,0 por 7,0 a 8,5 µm. Eles são em amilóide, o que significa que eles não vão absorver mancha iodo de reagente de Melzer. Os basídios (células que carregam os esporos do hymenium) são da forma de clube, com quatro esporos cada (raramente com duas), e medem 25 a 44 por 10 a 14 µm. O sterigmata (extensões finas nas pontas basidial que atribuem aos esporos) são 3 a 4 µm de comprimento, e as braçadeiras não são encontrados nas bases de basidia.
Embora a comestibilidade ou toxicidade do cogumelo não seja conhecida com certeza, tem sido relatado que provoca "sintomas neurológicos" em ratinhos, bem como o aumento dos níveis de glicose no sangue e diminuição de azoto de ureia no sangue. Outras alterações bioquímicas relatada em ratinhos, após a injeção peritoneal de extrato do corpo de frutificação, incluem reduções na atividade da enzima acetilcolinesterase e redução dos níveis de glicogênio no fígado. Nestas experiências, os valores voltaram aos seis horas após a injeção inicial normais, sugerindo que o envenenamento não era grave, e não afeta as funções do fígado e rim.

### Espécies similares

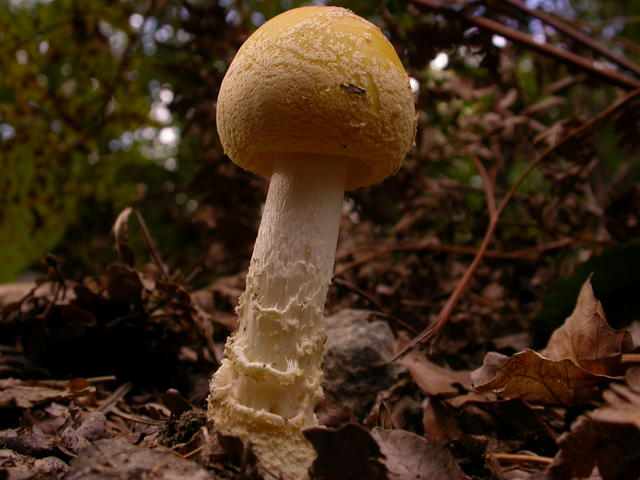
Amanita frostiana

Sanmee e colegas mencionaram que a espécie do leste da América do Norte A. frostiana se parece levemente com A. rubrovoltata, mas a primeira tem pequenas ranhuras nas bordas do chapéu laranja-amrelado, esporos um pouco maiores, volva amarela e fíbulas nas bases dos basídios. Roger Heim relatou a ocorrência de A. frostiana na Tailândia, mas provavelmente tratou-se de um erro de identificação do A. rubrovolvata.

## Habitat e distribuição
Os cogumelos de Amanita rubrovoltata crescem agrupados sobre o solo. Como a grande maioria das espécies do gênero Amanita, forma micorrizas, estabelecendo portanto uma associação simbiótica mutuamente benéfica com várias espécies de plantas. As ectomicorrizas garantem ao cogumelo compostos orgânicos importantes para a sua sobrevivência oriundos da fotossíntese do vegetal; em troca, a planta é beneficiada por um aumento da absorção de água e nutrientes graças às hifas do fungo. A existência dessa relação é um requisito fundamental para a sobrevivência e crescimento adequado de certas espécies de árvores, como alguns tipos de coníferas. As coleções originais japonesas foram feitas em florestas dominadas por Fagus crenata, mas também é possível encontrar o cogumelo crescendo próximo a Quercus luecotrichophora, Rhododendron arboreum, e Myrica esculenta na Índia, na floresta de Castanopsis-Schima no Nepal, e em plantações de Castanopsis indica no Himalaia.
Na natureza, a espécie ocorre na China, norte da Índia, Nepal, Himalaia, Coreia do Sul, e países do Sudeste Asiático (como por exemplo a Tailândia). O limite sul da distribuição se estende até o sul da Península Malaia.